# Chorebus denticurvatus
Chorebus denticurvatus är en stekelart som beskrevs av Pardos, Tormos och Verdu 2001. Chorebus denticurvatus ingår i släktet Chorebus och familjen bracksteklar. Inga underarter finns listade i Catalogue of Life.